# نیروگاه‌های ناروا
نیروگاه‌های ناروا (استونیایی: Narva Elektrijaamad) مجموعه‌ای از دو نیروگاه حرارتی برقی است که در جنوب غربی شهر ناروا، استونی واقع شده‌است.
این نیروگاه‌ها که در نزدیکی مرز کشور روسیه قرار دارد سوخت آن سنگ نفت است و در حدود ۹۵٪ برق کل کشور استونی را تولید می‌کند.